# Hopedale, Illinois
Hopedale är en ort i Tazewell County i delstaten Illinois, USA.